# Zengi
Imad ed-Din Zengi, ou Himad el-zain Zankay ibnou takaykh al-zewane (également appelé Zangi, Zengi, Zenghi, Zengui, Zenkî ou Zanki, et surnommé Sanguinus, en français le Sanglant, par les chroniqueurs francs des croisades) (1087-1146), est le fils d'Aq Sunqur al-Hajib, gouverneur d'Alep sous le sultan Malik Shah Ier.
Il devient atabeg de Mossoul en 1127 et d'Alep en 1128, unifiant les deux villes sous son règne personnel. Il est également le fondateur éponyme de la dynastie zengide.

## Biographie

### Au service du sultan seldjoukide
En 1085, l'émir seldjoukide Tutuch confie Alep à son père Ak Chungkur. En 1094, il l'accuse de trahison et le fait décapiter. Le jeune Zengi est recueilli par Kerbogha, atabeg de Mossoul.
Malgré les fréquents changements d'atabeg de Mossoul, Zengi y reste et il participe en 1113 au djihad d'Aq Sonqor Bursuqî. Il manque même de peu de prendre Tibériade avec ses hommes. L'année suivante, il participe à l'expédition organisée par Aq Sonqor Bursuqî contre l’émir Il Ghazi ibn Ortoq, qu'il soumet, puis le comté d'Édesse, mais dont il doit lever le siège. Quand Boursuqî tombe en disgrâce et que le sultan lui retire ses commandements, Zengi reste à Mossoul et sert le nouvel atabeg, Juyûsh-beg.
Devenu plus tard gouverneur de Bassorah, Zengi réprime la révolte du calife abbasside Al-Mustarchid et le bat à Wasit, près de Bagdad en 1126. Le calife se retranche à Bagdad et le sultan met le siège devant la ville en janvier 1127. L'arrivée des troupes de Zengi permet au sultan d'envisager de prendre d'assaut la ville, mais le calife, qui a fait le même raisonnement, capitule. Peu après, le sultan nomme Zengi haut commissaire du sultan en Irak (avril 1127), puis reçoit, à la mort de Mas’ûd ibn Bursuqî, ses villes de Mossoul et d'Alep.

### Les débuts de l'Empire zengide
Selon le chroniqueur musulman Ibn al-Athir, ce sont les habitants de Mossoul qui, à la mort de Ma'ûd, se seraient rendus à la cour du sultan en Perse pour lui demander de nommer un émir puissant, capable de lutter efficacement contre les Francs. Les deux villes de Mossoul et d'Alep étaient gouvernées provisoirement par deux mamelouks, Jawali et Khutlugh. À Mossoul, Jawali ne fait aucune difficulté, accueille son nouveau maître et l'aide à prendre possession de la ville. Zengi s'occupe de réorganiser le gouvernement de la ville, prend Nisibin aux Artukides (/Ortoqides) et se rend à Harran, ville se trouvant sous la menace permanente des Francs du comté d'Édesse pour renforcer sa défense.
À Alep, le mamelouk Khutlugh, qui a pris le pouvoir et l'exerce pour son propre compte, se rend rapidement odieux à ses sujets qui se révoltent, et doit se réfugier dans la citadelle, assiégée par les Alépins. La ville est elle-même revendiquée par deux princes, un ortoqide, Süleyman, et un seldjoukide, Ibrahim ibn Ridwan, et le prince Bohémond II d'Antioche tente de profiter de ces troubles pour s'emparer de la ville. Fort de la légitimité que lui assure l'investiture du sultan, Zengi envoie à Alep ses lieutenants Sonqor Diraz et Hasan Qarakush qui obtiennent la soumission des différents prétendants, et Zengi fait son entrée dans Alep le 18 juin 1128, sous les vivats de ses habitants.
Pour compléter sa légitimité, il épouse la veuve d'un précédent atabeg, Balak ibn Bahram ibn Ortok, également fille de Ridwan d'Alep et transfère les restes de son père dans la ville. Il retourne également à la cour du sultan Mahmud II qui lui délivre en 1129 un diplôme lui conférant l'autorité sur la Syrie et le nord de l'Irak. En effet, l'objectif de Zengi est d'unifier la Syrie musulmane sous son autorité, afin de coordonner tous les efforts contre les Francs. Les émirs syriens font immédiatement bloc autour de Buri Taj el-Moluk, émir de Damas, à l'exception de Qîrkhân, qui fait allégeance à Zengi. En 1130, pour mener une attaque contre Antioche, Zengi demande l'aide de Buri qui envoie une armée et son fils Sewinj, vice-roi de Hama. Zengi fait arrêter Sewinj et ne le libère que contre la reddition d'Hama. Puis il fait arrêter Qîrkhân et tente de prendre Homs, mais sans succès.

### Entre Irak et Syrie
Les Francs se trouvent alors dans une situation délicate. Les souverains Baudouin II de Jérusalem, Bohémond II d'Antioche et Josselin Ier d'Édesse viennent de mourir. À Antioche, c'est une enfant, Constance, qui monte sur le trône, sous la régence de sa mère Alix de Jérusalem qui ne veut que le pouvoir. Sachant que les Francs ne la laisseraient pas usurper le trône, elle fait appel à Zengi, mais le complot est éventé et Alix est écartée de la régence. Avec l'aide de ses voisins Josselin II d'Édesse et Pons de Tripoli et le soutien de sa sœur Mélisende, elle tente de redevenir régente, mais le roi de Jérusalem Foulque d'Anjou, intervient de nouveau pour assigner Alix à résidence.
Cependant, Zengi ne peut pas profiter de ces discordes car, en 1132, le calife Al-Mustarchid profite de la mort du sultan Mahmoud II et de la lutte pour sa succession pour tenter de s'émanciper de la tutelle seldjoukide. Zengi, émir de Mossoul marche sur Bagdad pour soutenir les seldjoukides, mais est battu près de Tikrit par l'armée du calife. Encerclé avec son armée au bord du fleuve, il ne doit son salut qu'à Ayyub qui lui fait traverser le fleuve et l'aide à s'enfuir.
Zengi ne reste pas sur sa défaite face au calife et s'allie à un émir bédouin pour reprendre le combat en faveur du prétendant Sanjar. Une seconde bataille contre le calife est livrée aux abords de Bagdad le 13 juin 1132 où Zengi commence à prendre l'avantage, quand le sort tourne en faveur du calife. À la tête de trente mille hommes, Al-Mustarchid marche immédiatement sur Mossoul, bien décidé à en finir avec Zengi. Ghiyath ad-Dîn Mas`ûd, le nouveau sultan seldjoukide, ne cherche pas à l'en dissuader, lui suggérant même de réunir la Syrie et l'Irak en un seul État sous son autorité. Zengi, aidé en sous-main par Mas`ûd, résiste durant trois mois au siège du calife, qui doit abandonner. Mais, pendant le siège, l'émir de Damas, Shams al-Muluk Isma’il, a profité de l'éloignement de Zengi pour lui reprendre Hama.

Le Proche-Orient en 1135.

En janvier 1135, Zengi intervient contre Damas à l'appel de l'atabek Ismaël, aux prises à la révolte des Damascènes. Ismaël est assassiné par sa propre mère Zomorrod et remplacé par son frère Mahmud. Zengi ne peut prendre la ville et n'obtient des dirigeants de la ville assiégée que la reconnaissance de sa suzeraineté de manière purement nominale. En mars, il marche vers le nord, et s'empare de quatre places fortes franques de l'outre-Oronte, Zardana (en), Tell Aghdî (?), Maarat al-Nouman et Kafartab.
Peu après, en Iraq, le sultan Ghiyath ad-Dîn Mas`ûd a éliminé ses compétiteurs et cherche à rétablir son autorité au calife Al-Mustarchid. La bataille est livrée à Dâimarg le 24 juin 1135 et le sultan capture le calife, puis le fait assassiner. Son fils et successeur, Ar-Rachid, fait appel à Zengi pour combattre le sultan, mais Zengi préfère trahir le calife en s'alliant à Mas'ûd qui remplace ar-Rachid par Al-Muqtafi et augmente les titres et les pouvoirs de Zengi.

### La contre-offensive musulmane en Syrie
En reprenant des villes franques, Zengi invite les anciens habitants musulmans à revendiquer leurs anciens biens, s'ils peuvent prouver leur ancienne possessions. Mais il ne s'attaque pas seulement aux Francs, car il envisage d'unifier tous les musulmans de Syrie afin d'éviter que les luttes internes ne paralysent ses efforts. Il assiège ainsi Shaîzar pour obliger l'émir munqidhite Sultân à lui faire personnellement le serment d'allégeance. En juillet, il feint d'envahir le comté de Tripoli, mais attaque Homs qui résiste, et que Zengi ne peut réduire car les troupes d'Antioche envahissent l'émirat d'Alep. Pendant que Zengi s'occupent des affaires irakiennes, son lieutenant Sawâr fait une incursion sur Antioche et en ramène en butin considérable.
En juin 1137, Zengi assiège Homs (l'ancienne Emèse), contrôlée par les Damascènes. Le gouverneur de la cité, Mu'in ad-Din Unur, comprenant qu'il ne pourra pas résister longtemps, fait savoir aux Francs qu'il a l'intention de capituler. Ceux-ci qui n'ont pas envie de voir s'installer Zengi à deux jours de marche de Tripoli, se mettent en route. Zengi signe alors une trêve avec le gouverneur de Homs, et se retourne contre les Francs, assiégeant leur forteresse de Baarin. Zengi écrase les Francs en quelques heures sous les murs de Baarin. Foulque V d'Anjou se réfugie dans la citadelle. Zengi lui coupe toute communication et lui offre des conditions de reddition avantageuses : livraison de la forteresse et paiement de 50 000 dinars. Foulques et ses hommes capitulent, puis s'enfuient. Peu après avoir quitté Baarin, ils rencontrent le gros des renforts et se repentent d'avoir négocié.

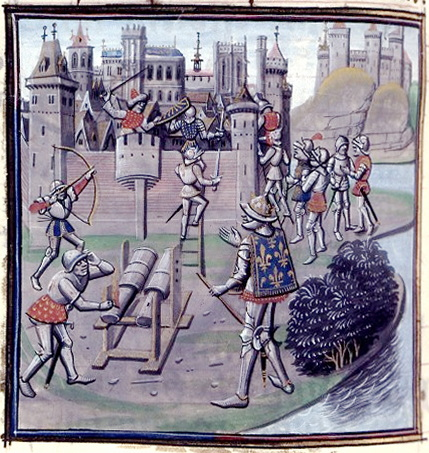
siège de Shayzar.

Zengi apprend alors l'arrivée de l'empereur byzantin Jean II Comnène en Syrie du Nord avec des dizaines de milliers d'hommes. Il galope vers Alep pour défendre la ville. Mais les envoyés du basileus le rassurent : les Byzantins sont venus pour reprendre la Cilicie arménienne et assiéger Antioche, qui leur fait allégeance en août. Zengi retourne alors assiéger Homs. Les Byzantins et les Francs se réconcilient alors et envisagent une action concertée contre Alep. Les Francs promettent de donner Antioche à l'empereur dès qu'Alep serait conquise. En avril, ils assiègent Shaizar, défendue par le vieil émir Soultan Ibn Mounqidh (en), espérant que Zengi ne chercherait pas à défendre une ville qu'il ne possède pas. Zengi envoie des messagers en Anatolie auprès des Danichmendides pour qu'ils reprennent la lutte, dépêche à Bagdad des agitateurs pour forcer le sultan Ghiyath ad-Din Mas'ud à envoyer des troupes vers Chayzar, écrit aux émirs de la Djézireh pour leur enjoindre de repousser la nouvelle invasion. L'armée de Zengi, bien moins nombreuse que celle de l'adversaire, renonce à une attaque de front et entreprend une tactique de harcèlement. Zengi écrit au basileus et aux Francs, essayant de jouer sur leurs dissensions. Il fait propager par ses agents des rumeurs annonçant l'arrivée de gigantesques armées venant de Perse, d'Irak et d'Anatolie. Le basileus, lassé de la mauvaise volonté de ses alliés Francs, qui jouent aux dés et ne soucient que peu de la prise d'Alep qui les obligerait à céder Antioche, lève le siège de Chayzar et repart pour Antioche le 21 mai 1138.
Fin mai, Zengi passe un accord avec Damas : il épousera la princesse Zomorrod (Émeraude) et obtiendra Homs en guise de dot. Trois mois plus tard, le mariage a lieu sous les murs de Homs, en présence des représentants du sultan, du calife de Bagdad, de celui du Caire et d'ambassadeurs du basileus. De Damas, Mu'in ad-Din Unur envoie à Jérusalem son ami le chroniqueur Oussama Ibn Mounqidh pour étudier la possibilité d'une collaboration contre Zengi. Oussama obtient un accord de principe. En juillet 1139, Mahmud de Damas est poignardé dans son lit par trois de ses esclaves. Zomorrod alerte son nouveau mari, Zengi, alors à Harran, qui se met en route. Mais Mu'in ad-Din Unur a pris les affaires de Damas en main et prépare la défense de la ville. Zengi met le siège devant Baalbek, tenue par les Damascènes (août). Il pilonne la ville qui est prise sans difficultés, mais sa citadelle résiste jusqu'à fin octobre. Irrité, Zengi ordonne de crucifier trente-sept de ses défenseurs et d'écorcher vif le commandant de la place.
Oussama Ibn Mounqidh, ambassadeur de Damas auprès de Francs se rend à nouveau à Jérusalem au début de l'année 1140 avec des propositions précises : l'armée franque forcerait Zengi à s'éloigner de Damas ; les deux États s'uniraient en cas de nouveaux dangers ; Mu'in ad-Din Unur versera 20 000 dinars pour couvrir les frais des opérations ; une expédition commune sera menée pour occuper la forteresse de Baniyas (Golan), tenue depuis peu par un vassal de Zengi, et la remettre au roi de Jérusalem. Pour prouver leur bonne foi, les Damascènes confieront aux Francs des otages. En avril 1140, Zengi se prépare à attaquer Damas. Mu'in ad-Din Unur demande à l'armée des Francs, commandée par le roi Foulque, de venir à son secours. Zengi se retire à Baalbek, qu'il donne en fief à un homme sûr, Ayyoub, avant de s'éloigner vers le nord. Ounas occupe Baniyas et la livre aux Francs, conformément au traité. Il se rend ensuite à Jérusalem avec le chroniqueur Oussama Ibn Mounqidh. Zengi, repoussé de Syrie, se consacre à la lutte contre les Ortoqides et les Kurdes autour de Mossoul.

### La reconquête d'Édesse

possession de Zengi en 1146

Le 10 novembre 1143, Foulque d'Anjou, roi de Jérusalem meurt des suites d'une chute de cheval. Sa mort laisse sur le trône un fils mineur, Baudouin III et comme régente une femme plutôt intrigante. Le prince d'Antioche Raymond de Poitiers profite alors de la mort de l'empereur Jean II Comnène (8 avril 1143) pour ravager la Cilicie, mais Manuel Ier Comnène envoie ses généraux ravager la principauté d'Antioche en représailles. Plus grave Raymond de Poitiers et le comte Josselin II d'Édesse se haïssent farouchement, et l'absence d'un roi fort à Jérusalem permet à leur haine de se manifester. De plus Josselin s'est retiré à Turbessel et, impécunieux, n'a pas versé la solde à ses troupes depuis un an. Zengi, profitant de ces  conditions favorables, et sous le couvert d'une campagne contre les Ortoqides pour ne pas inquiéter les Francs, lance une offensive contre Édesse, qu'il assiège le 28 novembre 1144. La défense est assurée par Hugues II, l'évêque latin d'Édesse, qui refuse la reddition. Mais Zengi fait saper les murailles de la ville fortifiée qui passait pour imprenable, ouvre une brèche et prend la ville le 23 décembre 1144. Zengi laisse la vie sauve aux Syriaques et aux Arméniens, mais massacre ou réduit en esclavage les Chrétiens de rite latin. Puis il conquiert le comté jusqu'à l'Euphrate.
Mais il ne peut pas profiter de son avantage car le grand sultan seldjoukide, inquiet de son succès, se rend à Mossoul pour marquer sa suzeraineté et impose à Zengi la tutelle d'un prince seldjoukide, Alp Arslan. Pendant que Zengi cherche à conquérir le reste du comté d'Édesse, Alp Arslan tente de se faire reconnaitre souverain de Mossoul, réussit à éliminer le lieutenant de Zengi, mais échoue à profiter de l'effet de surprise et est emprisonné. Zengi doit mettre fin à ses opérations de conquête pour ramener l'ordre à Mossoul. Un complot de la population arménienne d'Édesse tente de rendre la ville à Josselin II, mais Zengi le réprime  durement en faisant crucifier les conspirateurs arméniens.
Par ses difficultés, Zengi mesure la fragilité de son empire et, plutôt que lancer une nouvelle offensive, contre les Francs ou contre Damas, entreprend de consolider son royaume. La principauté de Qal'at Ja'bar, incluse dans ses états, est tenue par un émir qui menace périodiquement les communications entre Alep et Mossoul. Zengi décide de la réduire et l'assiège. Dans la nuit du 14 au 15 septembre 1146, Zengi est réveillé par un de ses eunuques, Yarankach, en train de boire le vin qu'il a laissé dans un gobelet. Furieux d'un tel comportement, il le menace d'un châtiment pour l'aube et se rendort, mais l'eunuque l'assassine dans son sommeil.
Son armée se disperse immédiatement. Un de ses fils, Nur ad-Din se fait reconnaître à Alep, tandis qu'un autre fils, Sayf ad-Din Ghâzî, prend possession de Mossoul. Josselin II reprend Édesse, mais se révèle incapable à la garder. Mu'in ad-Din Unur régent de Damas reprend Baalbek. La prise d'Édesse est la cause de la seconde croisade.

## Postérité
Comme tout prince musulman, il a disposé d'un harem et l'on ne connait pas toutes ses épouses. Parmi celles-ci, on connait :
- une fille de Ridwan d'Alep, veuve de Balak ibn Bahram ibn Ortok, atabeg d'Alep.
- Zamarud Khatun, veuve de Buri Taj el-Moluk, atabeg de Damas.

Il laisse comme enfants :
- Nur ad-Din (1117 - 1174), émir d'Alep et de Damas.
- Sayf ad-Din Ghâzî (mort en 1149), émir de Mossoul.
- Qutb ad-Dîn Mawdûd (mort en 1171), émir de Mossoul.
- Amir Miran, général de son frère Nur ad-Din en 1159.